# Archanara rufa
Archanara rufa là một loài bướm đêm trong họ Noctuidae.